# اورتن پارک (کوئینزلند)
اورتن پارک (به انگلیسی: Everton Park) یک حومه شهر در استرالیا است که در کوئینزلند واقع شده‌است.